# Liste des distinctions de Michael Jackson
 (juin 2018).
Si vous disposez d'ouvrages ou d'articles de référence ou si vous connaissez des sites web de qualité traitant du thème abordé ici, merci de compléter l'article en donnant les références utiles à sa vérifiabilité et en les liant à la section « Notes et références ».
Cet article présente chronologiquement la liste des distinctions de Michael Jackson mais n'est pas exhaustif. À noter que Michael Jackson demeure l'artiste le plus récompensé de l'histoire de l'industrie musicale.

## 1970
- NAACP Image Award : Meilleur Groupe de l'Année (Les Jackson Five)

## 1971
- Grammy Awards: Meilleure chanson Pop,
- NAACP Image Award : Meilleur Groupe de l'Année (Les Jackson Five)

## 1972
- Billboard Music Awards : Single de l'Artiste de l'année au Top - Singles Masculin de l'année au Top.
- Golden Globe Award : « Ben » NAACP Image Award : Meilleur Groupe (Les Jackson Five)
- Congrès U.S.: Recommandation Spéciale comme modèle pour son rôle positif

## 1974
- The Organization Of African Unity: Les Jackson 5 sont récompensés pour le soutien apporté à la communauté Afro-Américaine.

## 1975
- Black Caucus: Les Jackson Five sont nommés membres honoraires.

## 1980
- American Music Awards : Artiste de Soul favori - Album Soul favori, « Off The Wall » Single Soul favori, « Don't Stop 'Til You Get Enough »
- Billboard Music Awards : Artiste noir au Top - Album d'un noir au Top, « Off The Wall »
- Cashbox : Album Soul de l'année « Off The Wall »
- Grammy Awards: Meilleure Performance « Don't Stop 'Til You Get Enough »
- Walk of Fame d'Hollywood : Les Jacksons reçoivent une étoile.
- NAACP Image Award : Meilleur Groupe

## 1981
- American Music Awards : Vocaliste Masculin favori - Album Favori Soul/R&B « Off The Wall »
- Récompense de l'Industrie Phonographique Britannique: Album « Off The Wall »
- Cashbox : Album Soul de l'Année « Off The Wall »
- NAACP Image Award : Meilleur Groupe

## 1983
- États-Unis :
- Black Gold Awards : Vocaliste Masculin au Top ; Meilleure Performance Vidéo, « Beat It », Meilleur Single de l'Année « Billie Jean », Meilleur Album « Thriller »
- Billboard Music Awards : Artiste Pop de l'Année, Artiste Noir de l'Année, Album Pop de l'Année « Thriller », Album Pop d'un Artiste, Single Pop d'un Artiste, Single Pop d'un Artiste Masculin, Album d'un Artiste Noir « Thriller », Single d'un Artiste Noir, Artiste Dance/Disco, Dance/Disco 12" LP « Billie Jean », Dance/Disco 12" LP « Beat It »
- Billboard Video Awards : Meilleure Vidéo Mondiale « Beat It », Meilleure Performance pour un Artiste Masculin, Meilleure Utilité d'une Vidéo pour mettre en valeur une chanson d'un Artiste « Beat It », Meilleure Chorégraphie « Beat It »
- Emmy Awards : Meilleure performance sur Billie Jean au show spécial "Motown 25: Yesterday, Today, Forever".
- Cashbox : Artiste Masculin Numéro Un, Single Pop au Top « Billie Jean », Single d'un Artiste Masculin au Top, Album d'un Noir au Top, Album Pop au Top, Artiste Noir Masculin au Top, Single d'un Artiste Noir au Top, Single d'un Noir au Top « Billie Jean »
- Rolling Stone : Vote des Lecteurs - Artiste de l'Année, Vote des Lecteurs - Artiste Soul, Vote des Lecteurs - Vidéo « Beat It », Vote des Lecteurs - Producteur, Vote des Critiques - Artiste de l'Année, Vote des Critiques - Vidéo « Beat It », Vote des Critiques - Vocaliste Masculin, Vote des Critiques - Artiste Soul
- Australie : Album de l'Année, Single de l'Année,
- Brésil : Artiste International de l'Année, Grèce: Record de l'Année
- Pays-Bas : Album de l'Année
- Italie : Artiste de l'Année
- Japon : Artiste de l'Année, Meilleur Vocaliste Masculin, Album de l'Année
- Espagne : Album étranger le plus important
- Royaume-Uni : Album de l'Année-Artiste de l'Année

## 1984
- American Music Awards : Récompense Spéciale de l'Année, Vocaliste Masculin Favori - Pop/Rock, Single Favori - Pop/Rock « Billie Jean », Album Favori - Pop/Rock « Thriller », Vidéo Favorite- Pop/Rock « Beat It », Album Favori- Soul/R&B « Thriller », Vocaliste Masculin Favori - Soul/R&B, Vidéo Favorie - Soul/R&B « Beat It »
- American Video Awards : Meilleure Vidéo Longue Durée, Meilleure CassetteVideo
- Billboard Music Awards : Top Album
- Canadian Black Music Awards : Album au Top International « Thriller », Single au Top International « Billie Jean », Vocaliste Masculin au Top, Spectacle de l'Année
- Grammy Awards : Album de l'Année pour Thriller, Meilleure Performance Vocale Pop Masculine pour Thriller, Producteur de l'Année (non classique) pour Thriller (avec Quincy Jones), Enregistrement de l'Année pour Beat It, Meilleure Performance Vocale Rock Masculine de l'Année pour Beat It, Meilleure Performance R&B Vocale Masculine pour Billie Jean, Meilleure Chanson R&B pour Billie Jean, Meilleur Enregistrement pour Enfants avec l'album « E.T. l'Extra-Terrestre »
- Book Of Records : Meilleure vente d'Albums de tous les temps
- Hotel Royal Plaza : 37e certification  Or et de  Platine
- Etoile sur le Walk of Fame à Hollywood
- MTV Awards: Meilleure Vidéo Mondiale-Meilleure Chorégraphie, Récompense par les téléspectateurs
- People's Choice Awards : Meilleur spectacle autour du monde de l'année
- NAACP Image Award : Médaille de la Liberté H. Claude Hodson
- NARM : Cadeau d'une récompense: Meilleure vente d'Albums et de Singles, Meilleure Cassette Vidéo « Le Making Of de Thriller »
- Royaume-Uni : Disque de  Platine pour « Thriller » LP

## 1985
- Grammy Awards: Meilleur Cassette Vidéo « Le Making Of de Thriller »

## 1986
- American Music Awards :Récompense d'Appréciation, Chanson de l'Année « We Are The World »
- Grammy Awards: Chanson de l'Année « We Are The World », Album de l'Année, Meilleure Performance Pop par un Duo ou Groupe, Meilleure Vidéo courte durée
- Guinness Book of World Records: Large soutien pour la Production
- People's Choice Awards : « We Are The World »
- (World Music Awards 1996: 5awards

## 1987
- Bravo Magazine : Récompense Otto d'Argent

## 1988
- American Music Awards : Single Favori - Soul/R&B
- Billboard Music Awards : Artitste Noir au Top
- Blues & Soul : Artiste remarquable de l'Année, Meilleur Show Live pour 1988
- Bravo Magazine : Récompense Otto d'Or
- Ebony Magazine : American Black Achievement Award
- Forbes : #1 Artiste de l'Année
- Guild Hall Party : Presentation d'une récompense en Argent pour commémorer la Tournée « Bad »
- MTV Vanguard : Remarquable contribution pour la production de Vidéos
- NAACP Image Award  : Meilleur Single d'un Artiste Masculin « Bad », Meilleur Album « Bad », Récompense Humanitaire Leonard Carter
- Soul Train : Album R&B de l'Année, Meilleur Single Masculin de l'Année

## 1989
- American Music Awards : Récompense spéciale pour la Réalisation
- American Dance Award :BET: Récompense pour le succès de « Bad » Tour
- Billboard Music Awards : Artiste Noir Numéro Un, #1 Album Pop/R&B « Thriller »
- Bravo Magazine : Récompense Otto de Bronze
- BRE Awards : Triple Récompense d'une Couronne, Roi de la Pop, Rock & Soul, Vidéo de l'Année
- British TV Industry Awards : Artiste de la Décennie
- British Phonographic Industry Awards : Vidéo de l'Année
- British Academy Of Music Awards : Meilleur Artiste Masculin International
- Cashbox : Pionnier de la vidéo
- Critic's Choice Award : Meilleure vidéo
- Entertainment Tonight : Plus Important Artiste de la décennie
- Friday Night Videos : Plus Grand Artiste de la décennie, Artiste #1
- Forbes : #1 Artiste de l'Année ($)
- Gardner Street Elementary School : La plus Fameuse Renommée d'un ancien élève de l'école Auditorium
- MTV Awards : Récompense de la vidéo avant-garde « Thriller » - La plus grande vidéo de l'Histoire du Monde
- National Urban Coalition : Récompense Humanitaire
- People's Choice Awards : Vidéo Favorite « Smooth Criminal »
- Rolling Stone Magazine: Vidéo de la décennie « Thriller »
- Soul Train Awards : Récompense en Héritage, Contemporain R&B, 1re Récompense Annuelle Sammy Davis Jr.
- U.K. TV Show : Récompense Au Revoir aux Années 80
- Vanity Fair : Artiste de la décennie
- Video Software Dealer Association : Vidéo Favorite « Moonwalker »

## 1990
- American Cinema Awards : Artiste de la décennie
- BMI Inaugural : Award Of Achievement
- Boy Scouts Of America: Récompense Humanitaire Good Scott
- Capital Children Museum : Récompense Humanitaire
- Grammy Awards: Meilleure Vidéo « Leave Me Alone »
- Music Connection : Homme de la décennie
- Sony Entertainment (CBS Records): Top de ventes de l'Artiste de la décennie
- Soul Train Awards : Artiste de la décennie
- Vanity Fair : Plus populaire des Artistes dans l'Histoire du Show Business
- Reconnaissance de la Maison-Blanche : Artiste de la décennie cité par président américain George H. W. Bush

## 1991
- MTV Awards : Récompense de la Vidéo avant-garde en l'Honneur de Michael Jackson

## 1992
- Bravo Magazine : Gold Otto Award
- Gabon : Officier de l'ordre national du Mérite
- NABOB (National Association of Black Owned Broadcasters) : Lifetime Achievement Award (Récompense d'une Réalisation de toute une vie)
- Operation One To One Award
- George H. W. Bush : Point Of Light Ambassador

## 1993
- American Music Awards : meilleur Album Pop/Rock Dangerous, Meilleur Single Soul/R&B Remember the Time, Récompense Internationale spéciale de l'Artiste pour le record de ventes et les efforts humanitaires
- Bravo Magazine : récompense Otto en Or
- BMI Awards : deux des plus performantes chansons de l'Année Black or White et Remember the Time
- Grammy Awards : Grammy Award Legend[2]
- Livre des Records : récompense  pour ses records sans précédent dans le monde du spectacle
- NAACP Image Award : récompense d'Argent au Spectacle du 25e Anniversaire, Vidéo Marquante Black or White
- Soul Train Awards : humanitaire de l'Année 1993, Meilleur Single R&B Remember the Time, Meilleur Album R&B Dangerous
- World Music Awards : meilleur vente américaine de l'Artiste, Meilleure vente Pop de l'Artiste dans le Monde, Meilleure vente de l'Artiste sur Terre

## 1994
- Crenshaw Community Youth And Arts Foundation: Récompense Humanitaire

- Smash Hits Awards: Meilleur Vocaliste Masculin

- Pop Rock Magazine: Chanteur Favori de l'Année

## 1995
- America's Most Favorite Singers Poll: (Vote Harris)

Michael Jackson est le 10e meilleur chanteur favori en Amérique en 1995
- BET Hall of Fame Award: Première récompense ever recipient of the BET Hall of Fame

- Billboard Music Awards: Special récompense Hot 100

- Billboard Music Awards: Vidéo Pop/Rock de l'Année"Scream"

- Bravo Magazine - Récompense d'Or Otto

- Brazilian TVZ Video Awards:

- Meilleure vidéo Internationale de l'Année- « Scream »

- MTV European Music Awards: Meilleur Artiste Masculin de l'Année

- MTV Video Music Awards: 3 récompenses pour 11 nominations

Meilleure Danse sur Vidéo « Scream » 
Meilleure Chorégraphie « Scream » 
Meilleure Direction d'Art « Scream » 
- Popcorn Magazine:

Récompense pour l'Artiste de la décennie
Meilleur Vocaliste Masculin de l'année
Poprocky Magazine
Vocaliste Masculin Favori de l'Année
Smash Hits Poll: Récompense du Meilleur Artiste Masculin

## 1996
- American Music Awards: 3 nominations, 1 récompense

Artiste Pop/Rock Masculin Favori de l'Année
Blockbuster Entertainment Awards: 2 nominations, 1 récompense
Récompense Masculine Pop favorie « HIStory » 
- Bravo Magazine -

Récompense d'Or Otto 
Récompense de Platine Otto - Récompense d'une réalisation de toute une vie, premier artiste à la recevoir
Meilleur Chanteur Masculin
Meilleur Album « HIStory » 
Meilleur Show 
Chanteur le plus distingué
- Brit Awards: Récompense de l'Artiste d'une génération

- Le Film Fantastique : (Récompense des films français)

Récompense de la meilleure vidéo « Earth Song » 
- Danish Grammy Awards:

Meilleur Artiste Masculin International
Meilleur Album International, « HIStory » 
- Genesis Awards :

Récompense Doris Day Music pour 1995, Vidéo « Earth Song »
- Grammy Awards : 4 nominations, 1 récompense

Meilleure Musique de Vidéo - courte durée: « Scream » 
- Irish Music Awards (IRMA) :
  - Récompense du Internationale du meilleur Artiste[pas clair] pour l'album « HIStory »

- Hong Kong Hit Radio :
  - Meilleur artiste masculin international
  - Meilleure chanson de l'année « You Are Not Alone »

- World Music Awards :

Meilleur record de vente de tous les temps « Thriller » 
Meilleure vente d'Artiste Masculin pour 1996 
Meilleure vente d'Artiste Américain
Meilleure vente R&B d'Artiste 
Meilleur vente d'Artiste pour toujours

## 1997
- Bravo Magazine Awards:

Récompense d'Argent Otto 
Meilleur Album « HIStory » 
Meilleur Show 
33e Meilleur Chanteur
- Brazilian TVZ Video Awards:

Meilleur vidéo Internationale de l'Année - « Blood On The Dance Floor » 
- Dutch Music Factory Awards:

Meilleur chanteur Masculin
Meilleur Live
- Live! magazine readers' poll:

Meilleur Masculin performant
Légende de spectacle Live
- Soul Train Music Awards: Récompense en l'Honneur de Michaël pour

"Récompense à Michael Jackson pour la meilleure Vidéo R&B/Soul ou Rap" 
- Rock and Roll Hall of Fame: Les Jackson Five dans le Rock and Roll Hall of Fame à Cleveland, USA
- Festival International du Film ( - France) Cannes 1997 - Prix d'Honneur pour le court métrage "Ghost"

## 1999
- Kora All Africa Music Awards : Lifetime Achievement Award

## 2000
- World Music Awards : Artiste du Millénaire

## 2001
- Rock & Roll Hall Of Fame : Membre du Rock & Roll Hall Of Fame

## 2002
- NRJ Music Awards : Meilleur artiste masculin international
- American Music Awards : Artiste du Siècle
- Bambi Awards : Artiste Pop du Millénaire
- NAACP Awards : Meilleure vidéo pour You Rock My World, Meilleure performance pour le concert Michael Jackson - 30th Anniversary Celebration, Meilleur émission musicale pour Michael Jackson - 30th Anniversary Celebration,
- Songwriters Hall of Fame : Récompense en tant que compositeur de musique populaire
- World Arts Award : Récompense pour la contribution de Michael Jackson à la musique pop

## 2003
- Diplôme d'honneur de l'école Roosevelt de la ville de Gary,Indiana
- Remise des clefs de la ville de Gary, Indiana par le Maire Scott King
- BMI Urban Awards : Meilleure chanson pour "Butterflies"

## 2006
- MTV Video Music Awards du Japon : Artiste de légende
- World Music Awards à Londres : Prix Disque de diamant pour avoir vendu plus de 100 millions de disques dans le monde.

## 2008
- NRJ Music Awards : NRJ Music Award d'honneur pour l'ensemble de sa carrière.
- BMI Urban AwardS : Icon Award (The Jacksons)

## 2009
- American Music Awards: Meilleur interprète masculin pop/rock, Meilleur interprète masculin soul/R&B, Meilleur Album pour Number Ones dans deux catégories différentes.
- MOBO Music Awards : Lifetime Achievement Award
- Soul Train Awards : Entertainer of the Year

## 2010
- Barbados Music Awards  : International Lifetime Achievement Award.
- Grammy Award : Récompense pour l'ensemble de son œuvre à titre posthume.